# La Ciotat
La Ciotat (in occitano La Ciutat o La Ciéutat che significa "la città") è un comune francese di 35 580 abitanti situato nel dipartimento delle Bocche del Rodano della regione della Provenza-Alpi-Costa Azzurra.

## Linguistica
Dopo il francese, lingua ufficiale e d'uso, hanno particolare diffusione in zona i dialetti campani per via di consistenti comunità di coloni di origine campana (in particolare di Procida e Ischia), provenienti da Mers-el-Kébir e Orano, rimpatriati in Francia nel 1962.

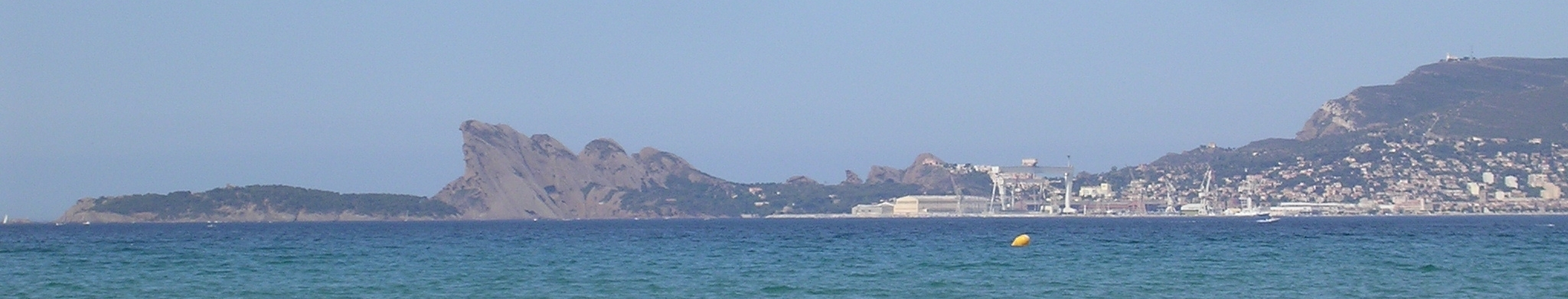
La Ciotat

## Cultura
Presso la stazione ferroviaria di La Ciotat nel 1896 fu girato uno dei primi film dei fratelli Lumière, L'arrivo di un treno alla stazione di La Ciotat.

## Società

### Evoluzione demografica
Abitanti censiti

## Amministrazione

### Gemellaggi
- Bridgwater, Somerset, dal 1957
- Kranj, dal 1958
- Singen, Baden-Württemberg, dal 1958
- Torre Annunziata, dal 2006